# Nijō Hisamoto
Nijō Hisamoto (二条 尚基?   1461 - 4 de noviembre de 1497) fue un kugyō (cortesano japonés de alta categoría) que vivió en el período Muromachi. Fue miembro de la familia Nijō (derivada del clan Fujiwara) e hijo de Nijō Masatsugu.

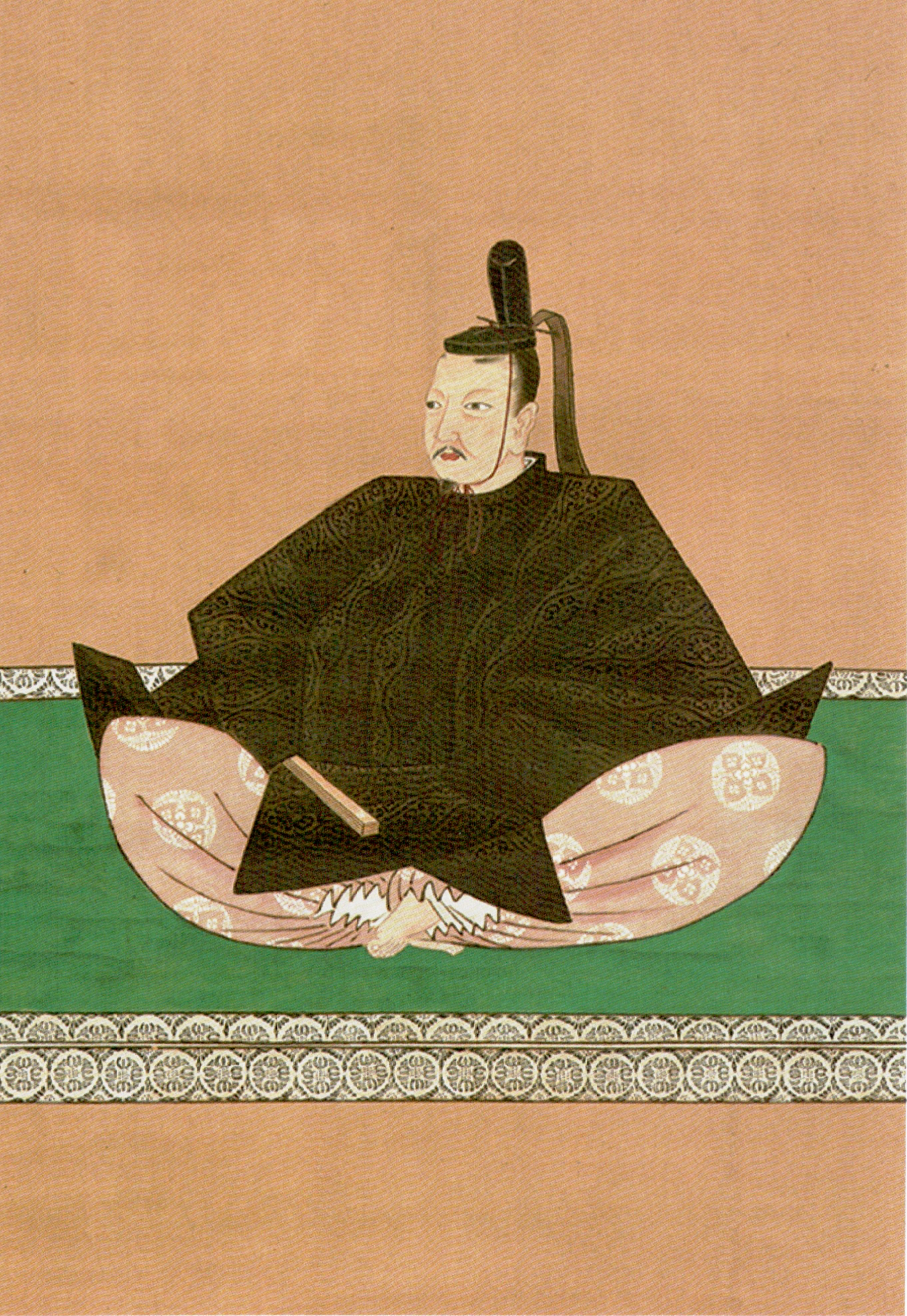
Nijō Hisamoto

En 1483 ascendió a la corte imperial con el rango jusanmi. Fue nombrado naidaijin desde 1491 hasta 1497, cuando fue ascendido a udaijin. También en ese mismo año fue nombrado kanpaku (regente) del Emperador Go-Tsuchimikado y líder del clan Fujiwara. Sin embargo, murió abruptamente a los pocos meses.
Tuvo como único hijo a Nijō Korefusa.